# Saint-Yzan-de-Soudiac
Saint-Yzan-de-Soudiac (okzitanisch: Sent Dicenç) ist eine französische Gemeinde mit 2.577 Einwohnern (Stand: 1. Januar 2022) im Département Gironde in der Region Nouvelle-Aquitaine. Sie gehört zum Arrondissement Blaye und zum Kanton Le Nord-Gironde. Die Einwohner werden Soudiacais genannt.

## Geografie
Die Gemeinde Saint-Yzan-de-Soudiac liegt an der Grenze zum Département Charente-Maritime, etwa 36 Kilometer nordnordöstlich von Bordeaux und 18 Kilometer östlich von Blaye. An der östlichen Gemeindegrenze fließt die Saye entlang. Umgeben wird Saint-Yzan-de-Soudiac von den Nachbargemeinden Saint-Savin im Westen und Norden, Bussac-Forêt im Nordosten und Osten, Laruscade im Osten und Südosten sowie Saint-Mariens im Süden. 

## Bevölkerungsentwicklung
| Jahr                       | 1962 | 1968 | 1975 | 1982 | 1990 | 1999 | 2011 | 2020 |
| Einwohner                  | 1404 | 1393 | 1384 | 1552 | 1461 | 1530 | 2249 | 2478 |
| Quellen: Cassini und INSEE |      |      |      |      |      |      |      |      |

## Sehenswürdigkeiten
- romanische Kirche Saint-Laurent
- Empfangsgebäude des Bahnhofs

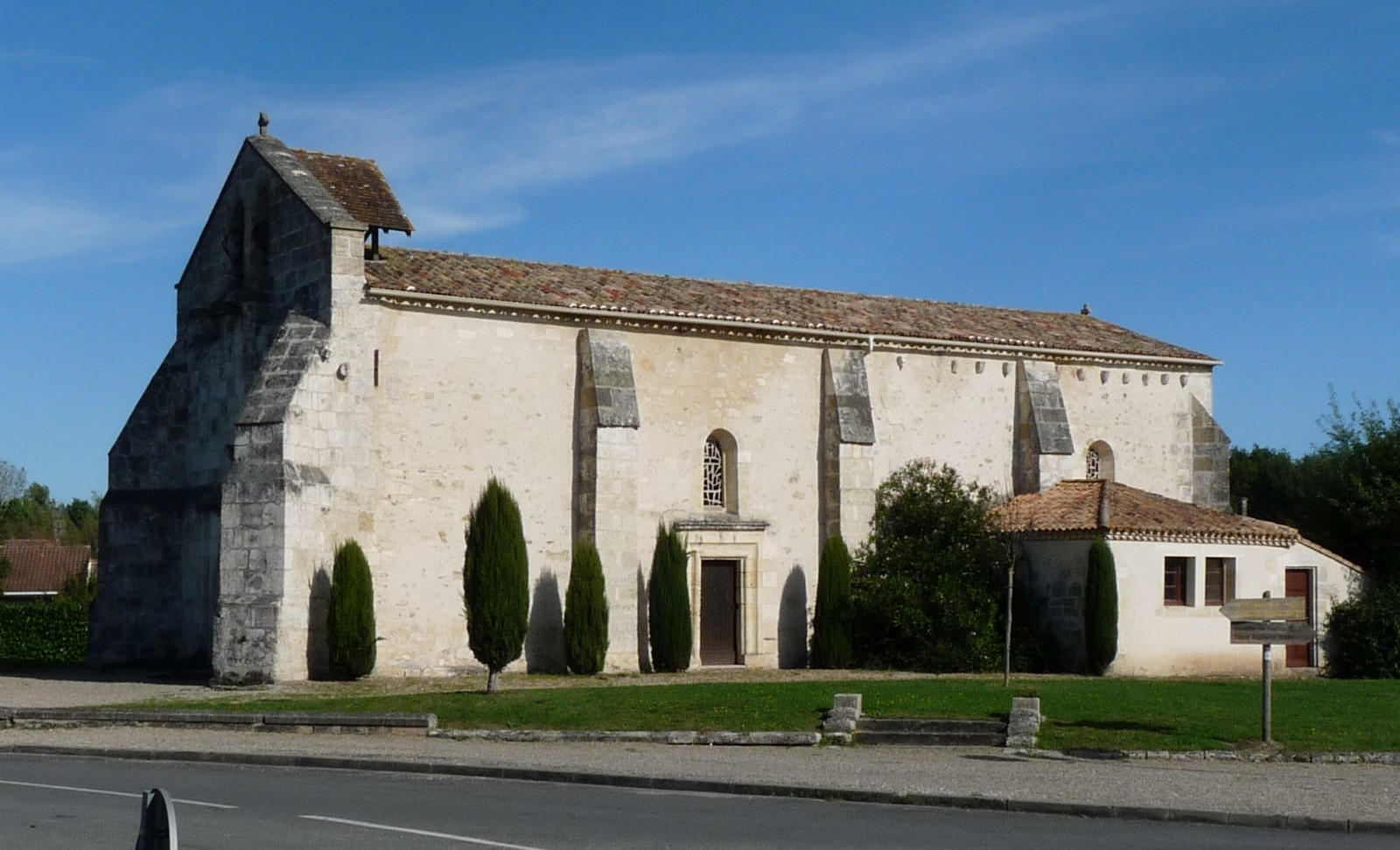
Kirche Saint-Laurent
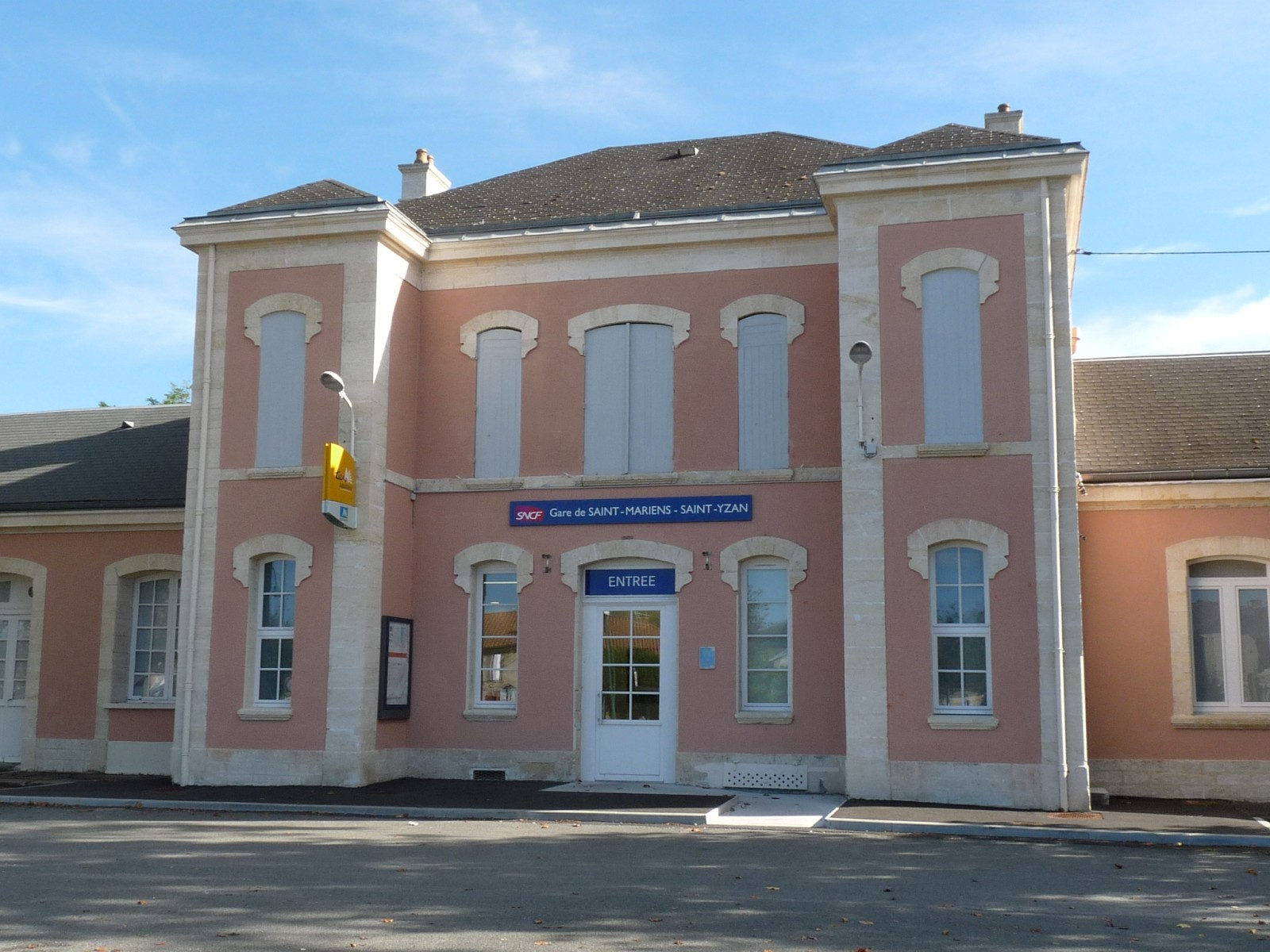
Bahnhof

## Gemeindepartnerschaft
Mit der spanischen Gemeinde Mendavia in der Provinz und Region Navarra besteht seit 2001 eine Partnerschaft.